# 진 여신전생 III: 녹턴
《진 여신전생 III: 녹턴》(일본어: 真・女神転生III-NOCTURNE)은 아틀러스가 제작한 플레이스테이션 2용 롤플레잉 비디오 게임이다. 2004년 1월 29일 추가 요소를 포함한 개정판 진 여신전생 III-NOCTURNE 매니악스가 기간 한정 생산 소프트로 발매되었다.
1994년 발매된 《진 여신전생 II》로부터 9년 만에 발매됐다. 전작의 직접적인 속편이 아니며 완전히 새로운 여신 전생이다. 전작의 직접적인 속편은 2002년 12월 5일 발매된 진 여신전생 NINE으로 Xbox용 소프트로 발매되었다. 프로듀서 오카다 코지가 밝힌 테마는 "혼돈으로부터의 창조(카오스)"이다. 매니악스판의 추가 시나리오에서는, 본편 시나리오와는 다른 형태로, 테마가 확실하게 나타난다. 디렉터는 하시노 가츠라, 캐릭터 디자인은 가네코 카즈마이다.

## 스토리
“도쿄가 죽고, 내가 태어났다”
어느 날, 도내 고교에 다니고 있는 주인공 소년과 그의 친구인 닛타 이사무, 타치바나 치아키는 병원에 입원한 담임 선생님 타카오 유코의 병문안을 하러가기로 약속한다. 병원으로 가는 전차 안에서 소년은 기묘한 꿈을 꾼다. 이윽고 세계가 멸망하고 그 마지막을 소년이 살아간다-라는 이상한 메시지를 듣게된다.
전철의 안내음성으로 꿈에서 깨어난 소년은 약속장소인 신주쿠 위생 병원으로 향한다. 도착한 병원에서 이사무와 치아키를 만나지만, 병원안에 이사무와 치아키 외에는 단 한사람도 없다. 불길한 예감을 느끼며 이사무와 분담하여 선생님인 유코를 찾는 동안 주인공은 지하실에서 이상한 기운을 풍기는 기계를 조종하는 히카와라는 남자에게 살해당할 뻔하지만, 유코의 도움으로 위험에서 벗어난다. 히카와와 유코는 이 병원에서, 세계를 종말로 이끄는 도쿄 수태(東京受胎)를 진행하고 있었다. 3명의 소년 소녀는 도쿄 수태에 말려 들어가 세계가 멸망하며 모습을 바꾸어 가는 것을 목격한다.
수태의 엄청난 에너지에 의식을 잃은 소년은, 수수께끼의 금발 아이와 노파에게 마가타마(マガタマ)라고 불리는 이상한 생물을 주입받아 악마로 변해버린다. 그리고 눈을 떴을 때, 카구츠지(カグツチ)라고 불리는 원형의 발광체가 하늘에 떠있는 이계 볼텍스 계(ボルテクス界)로 모습을 바꾼 도쿄를 보게된다.
인간은 모두 멸망하고 악마들만이 배회하는 도쿄에서 악마의 힘을 얻게 된 소년은 이 세계의 진상을 찾는 여행을 하게 된다.
어디엔가 선생님과 친구들이 살아 있을 것이라 믿으며.

## 주요 등장 인물
주인공(기본이름 없음/드라마CD판-카시마 나오키(嘉嶋 尚紀)/소설판-마나기 신{間薙 シン))
보통의 고등학생 소년. 마가타마의 힘에 의해 마인이 된다. 인수라(人修羅)라고도 불린다. 미로크 경전에도 그려져 있다. 코토와리(コトワリ)를 가지지 않는 반인반마의 몸이며, 혼돈으로 가득 찬 도쿄에 변혁을 가져오는 존재. 스토리의 진행방식에 따라서 도쿄 수태 전의 상태로 되돌릴수도, 코토와리를 가진 사람의 의견에 찬성하여 새로운 세계를 만들 수도, 아예 아무것도 존재하지 않는 공허의 세계를 만들 수도 있다. 매니악스에서는 인간의 마음을 없애고, 완전한 악마가 될 수도 있다.
타카오 유코(高尾祐子/이름변경 가능)
주인공, 닛타 이사무, 타치바나 치아키의 담임 선생. 히카와에게 창세의 무녀라고 불리고 있다.
닛타 이사무(新田勇/이름변경 가능)
주인공의 동급생. 외모에 신경쓰는 경향이 강하고, 주위에 흘러가기 쉬운 성격. 유코의 팬이다. 인간의 몸으로 힘이 약한 것을 한탄해, 아마라 경락의 거주자가 되어 힘을 얻고자 한다.
후에 타인을 의식하지 않고 오로지 자기 자신만을 위한 코토와리, 무스비(ムスビ)를 목표로 한다.
타치바나 치아키(橘千晶/이름변경 가능)
주인공의 동급생. 자신만만한 아가씨. 프라이드가 높은 성격 때문에, 붕괴 후의 세계에서 처음으로 주인공과 재회하고도 협력하려 하지 않고, 자신의 힘으로 혼돈의 세계를 혼자서 살아갈 결심을 하며 여행을 떠난다.
후에 힘만을 추구하는 약육강식의 코토와리, 요스가(ヨスガ)를 목표로 한다.
히지리 쇼우지(聖丈二)
요요기 공원에서 만난 오칼트 계 잡지의 기자. 주인공에게 “월간 요(妖)”라는 오컬트 잡지를 준다. 도쿄 수태 후에도 여러 가지 면에서 주인공을 도와준다.
히카와(氷川)
사이버스 커뮤니케이션이라는 통신 대기업의 대표. 테크니컬 오피서. 가이아 교도이며, 어리석은 분쟁을 계속하는 세계에 실망하여 미로크 경전에 근거, 도쿄 수태를 일으킨다.
감정을 억제한 평온과 정적의 고토와리, 시지마(シジマ)를 목표로 하고 있다.
아이와 노파(子供と老婆)
검은 옷을 입은 수수께끼의 2인. 주인공에게 기묘한 생물(마가타마)을 주입하여 악마로 변화 시킨다.

## 다른 시리즈와의 차이점
주인공은 “악마”
지금까지의 시리즈에서 주인공은 어디까지나 인간이었으나, 이 작품의 주인공은 악마이다. 그 때문에 무기나 방어구를 장비할 수 없으며, 인간에게는 효과가 없는 하마(ハマ)계의 주문이 유효하다. 그 대신, 마가타마로 불리는 악마의 힘이 결정화된 것들을 사용하여 주인공의 내성이나 입수 가능한 스킬을 변화시키거나 파라미터를 상승시키는 것으로 능력에 성격을 정할 수 있다. 또, 컴퓨터를 사용하지 않고 다른 악마와의 회화를 통해 동료로 만들 수 있다.
풀 3D
지금까지의 시리즈는 모두 1인칭 시점의 맵에서 벌어지는 2D 배틀을 지향했으나, 이 작품에서는 맵이 3인칭 시점이며, 모든 그래픽과 이벤트 신, 배틀이 3D 그래픽으로 일신되어 있다. 차후 작품 진 여신전생 4에서도 맵은 3인칭 시점이나, 배틀은 다시 2D 배틀로 돌아왔다.
성장하는 동료 악마
지금까지 일부 작품을 제외한 시리즈에서의 동료 악마는 레벨이 절대 상승하지 않았지만, 이 작품에서는 주인공과 같이 동료 악마도 경험치를 얻어 레벨 업 한다. 레벨이 오르면 파라미터가 상승하여, 새로운 스킬을 배우기도 한다. 레벨 업으로 인해, 종이 다른 상위 레벨의 악마로 변하는 악마도 있다.
악마 합체
악마 합체 시스템에서는 제물 합체가 도입되었다. 제물 합체는 지금까지의 시리즈에서의 3신합체와 비슷하다. 2신 합체에 “제물“ 불리는 세 번째 악마를 추가하여, 2신 합체로 탄생하는 동료 악마를 경험치가 성장한 상태로 만들 수 있다. 또 특정의 악마만을 선택하여 만들 수 있는 악마도 존재한다. 카구츠지가 황천 시, 제물 합체를 실행할 수 있다.
악마 전서
지금까지 만들어 낸, 혹은 교섭으로 동료 악마가 된 악마가 등록되는 데이터로, 사교의 관에서만 이용할 수 있다. 등록된 동료 악마는 일정한 마카(マッカ, 악마들이 사용하는 돈)를 지불하여 등록되어 있는 상태로 불러 올 수 있다. 등록되지 않은 악마를 만들거나 동료 악마가 된 경우, 그 시점에서의 상태로 보존된다. 이미 등록되어 있는 악마를 다시 만들어내거나 교섭한 경우, 전서를 갱신하여 데리고 있는 악마의 상태를 보존할 수도 있다. 게임 초반에는 이용할 수 없다.
프레스 턴 배틀
전투에서의 새로운 시스템. 이 시스템은 적과 아군 각각의 턴에 캐릭터의 수만큼 프레스 턴 아이콘이라는 것을 할당해 그 개수만큼 행동할 수 있도록 한 것이다. 상대의 약점을 공격하거나 아무것도 하지 않고 다음 캐릭터에게 차례를 돌리면, 프레스 턴 아이콘의 소비량이 1개에서 1/2로 출어들어 더 많은 행동을 취할 수 있게 되므로 전투에서 유리하게 된다. 반대로 공격이 무효화되거나 흡수된 경우에는 아이콘이 대량으로 소모되므로, 행동할 수 있는 횟수가 줄어 들어 전투에서 불리하게 된다.
이 시스템으로 인해 통상 전투에서도 사소한 방심이 즉사에 연결될 수 있다는 스릴과 템포를 잃지 않는 경쾌한 배틀을 즐길 수 있게 되었다.
게임 오버
주인공이 사망, 혹은 아군 전원이 전투 불능의 상태가 되면 게임 오버. 게임 오버 장면은 지금까지의 시리즈와는 다르게 무수한 천사가 힘이 다한 주인공을 향해 내려 온다. 그 후, 타이틀 화면으로 되돌아간다.
보이스
웃음소리, 외치는 소리 등 이벤트, 전투에 소리가 들어간 것은 이 작품이 처음이다.

## 용어
볼텍스 계(ボルテクス界)
도쿄 수태에 의해 도쿄가 변화한 모습. 구체의 안쪽에 지면이 붙어 있는 세계로, 중앙에 카구츠지라 불리는 원형의 발광체가 떠올라 있다.
사막에 덮여 퇴폐적이고 붕괴된 세계를 생각하게 되지만, 실제는 외형 뿐, "돈"이라는 문명적인 개념이 있을 뿐만 아니라, 건물에는 전기도 들어오며, 긴자에는 분수도 있는 등 수도시설 갖춰져있는 것 같다.
카구츠지(カグツチ)
볼텍스 계의 중앙에 떠오르는 발광체로, 일정한 주기로 뜨고 지는 것을 반복한다. 지금까지의 시리즈에서 등장하는 달의 역할을 하고 있으며, 뜨고 지는 것으로 악마의 감정을 변화시킨다. 가장 빛이 약할 때를 "정천(静天)", 가장 빛이 강할 때를 "황천(煌天)"이라고 부른다.
황천 시는 도주 확률이나 보스의 행동 패턴, 이벤트 등에 작용하며, 사교의 관에서는 제물 합체 합체를 실행할 수 있다.
사념체(思念体)
도쿄 수태로 인해 목숨을 잃은 사람의 영혼이라고 할 수 있는 존재. 보통의 회화가 가능하며, 실체는 없어도 인간적인 개성이나 감정도 가지고 있다.
마가타마(マガタマ)
불길한 혼(禍魂). 악마의 힘이 결정화된 것. 이것이 기생된 인간은 악마로 모습을 바꾼다고 전해지고 있으며, 주인공에게 마가타마가 주입되어 "인수라"로 변화했다. 적성이 없는 경우 죽음에 이를 수 있다.
마네가타(マネカタ)
모방인형(真似形). 인간을 모방하여 만들어진 볼텍스 계의 약자. 카테고리는 의인(擬人)
마가츠히(マガツヒ)
재앙의 령(禍つ霊). 의식이 있는 존재가 가진 정신 에너지. 공간에도 일정량 존재한다. 과거 시리즈에의 마그네타이트(マグネタイト)와 비슷하며, 악마는 이것을 필요로 한다. 대량으로 빨아 들여지면 죽음에 이른다.
코토와리(コトワリ)
이념(理念). 세계의 본연의 자세를 단적으로 나타내는 이념. 수태에 의해 볼텍스 계가 된 도쿄는, 코토와리를 나타냄으로 인해 새로운 세계로 다시 태어날 수 있다. 게임 중에는 다른 코토와리를 가진 복수의 인물이 등장하며, 주인공이 어떤 코토와리를 선택하는지가 이야기의 결말을 좌우한다. 과거 시리즈에서의 Law-Neutral-Chaos의 속성에 가까운 개념이라 할 수 있다.

## 스킬
진 여신전생 II등 지금까지의 시리즈에서의 마법과 EXTRA(특수 공격)는 본작에서 종합 적으로 “스킬”이라고 불린다. 스킬에는 지금까지의 시리즈에도 있었던 공격계 스킬, 회복계 스킬, 보조/특수계 스킬 외에 새롭게 자동 효과형 스킬, 회화 스킬이 더해졌다. 이것들은 악마 합체에 의해 계승시키는 일도 가능하다. 본 항목에서는 그 일례를 들어 해설한다.
공격계 스킬
다양한 공격을 행하기 위한 스킬. 공격 속성에 의해서 "물리", "화염", "빙결", "전격", "충격", "파마", "주살", "만능", "마력", "신경", "정신", "자폭"으로 분류된다. 이 중, “물리 속성 스킬은 사용자의 HP를 소비하여 공격하는 특성을 가진다. 그 이외의 속성은 기본적으로 MP를 소비하여 적에게 대미지를 준다.
- 아기(アギ) 화염 속성으로 적 1체를 공격하여 대미지를 준다. MP를 3 소비.
- 부후(ブフ) 빙결 속성으로 적 1체를 공격하여 대미지를 준다. MP를 3 소비. 동결(FREEZE)효과 추가.
- 지오(ジオ) 전격 속성으로 적 1체를 공격해, 대미지를 준다. MP를 3 소비. 감전(SHOCK)효과 추가.
- 잔(ザン) 충격 속성으로 적 1체를 공격하여 대미지를 준다. MP를 3 소비.
- 돌격(突撃) 물리 속성으로 적 1체에 공격한다. 통상 공격보다 위력이 높다. HP를 최대치의10% 소비한다.
- 마구날뛰기(暴れまくり) 복수의 적에게 물리 속성으로 공격한다. 같은 적에게 여러 차례 대미지를 주는 일이 있다. HP를 최대치의13% 소비한다.
- 파이어브레스(ファイアブレス) 복수의 적에게 대미지를 주는 화염 속성 스킬. MP를 9 소비한다.
- 부후다인(ブフダイン) 부후의 상위 마법. 적 1체에 얼음으로 대미지를 주어 빙결(FREEZE)시키는 빙결계 마법 스킬. MP를 10 소비한다.
- 메기도(メギド) 모든 적에게 대미지를 주는 만능 속성 마법 스킬. 반사, 흡수, 무효화되는 경우는 없다. MP를 30 소비한다.

회복계 스킬
HP를 회복하거나 상태 이상을 치료, 사망 상태로부터 소생 시키는 커맨드 스킬.
- 디아(ディア) 아군 1체의 HP를 소회복시키는 회복 마법. MP를 3 소비.
- 포즘디(ポズムディ) 아군 1체의 독(POISON) 상태를 치료한다. MP를 5 소비.
- 리컴(リカーム) DEAD 상태의 아군 1체를 부활시킨다. MP를 20 소비.

보조/특수계 스킬
적의 공격력을 저하시키거나 배드 스테이터스로 만들거나 적의 능력을 분석하는 등의 특수한 커맨드 스킬.
- 타룬다(タルンダ) 적 전체의 공격력을 저하시키는 보조 마법.
- 스쿠카쟈(スクカジャ) 아군 전체의 명중률과 회피율을 상승시키는 보조 마법(회피율 상승 효과는 본작에서부터 추가되었다).
- 마카쟈마온(マカジャマオン) 적 전체를 스킬을 봉하는 마봉(CLOSE) 상태로 만드는 마법.
- 리프트마(リフトマ) 다음 정천 시까지의 시간동안 대미지 존으로부터 받는 대미지를 무효화한다.
- 애널라이즈(アナライズ) 적 1체의 HP, MP, 내성을 조사한다.

자동 효과형 스킬
커맨드 등에서 사용하지 않고, 스킬을 소지하고 있는 것만으로도 효과가 나타나는 스킬. HP의 최대치를 상승시키거나 대미지를 경감시키거나 한다.
- 1할의 활천(一分の活泉) HP의 최대치가 10%올라간다.
- 1할의 마맥(一分の魔脈) MP의 최대치가 10%올라간다.
- 회심(会心) 통상 공격시에 크리티컬 히트가 나오기 쉬워진다.
- 흡수공격(吸収攻撃) 통상 공격시 적에게 받은 대미지의 일부를 흡수하여 자신의 HP에높인다.
- 반격(反撃) 물리 속성 대미지를 받았을 때, 일정한 확률로 물리 속성의 반격을 한다.
- 화염고양(火炎高揚) 화염 속성 공격의 대미지를 1.5배로 높인다. 그 밖에도 빙결고양, 전격고양 등이 있다.
- 물리내성(耐物理) 물리 속성의 대미지를1/2로 줄인다. 그 밖에도 화염내성, 주살내성 등이 있다.

회화 스킬
이번 작품에서는 회화 스킬을 소지한 경우, 교섭을 통해 악마를 동료로 만들 수 있다. 회화 상대의 악마에 의해 유효한 회화 스킬이 바뀐다.
- 유혹(誘惑) 성적 매력으로 교섭하는 커맨드 형의 회화 스킬. 젊은 여성 타입의 악마가 남성형의 악마에 사용하면 효과 즉효.
- 공갈(恐喝) 금품을 강제로 빼앗는 커맨드 형의 회화 스킬. 사용하는 악마의 레벨이 상대보다 높지 않으면 성공하지 못한다.
- 붙들기(引き止め) 교섭 결렬로 돌아가려는 악마를 만류하는 보조형의 회화 스킬.
- 동족의 정(同族のよしみ) 같은 종족의 악마와 교섭하고 있을 때 교섭이 성공하기 쉬워지는 보조형의 회화 스킬.

## 악마
이번 작품에서는 통상 출현하는 악마, 동료가 되는 악마는 아래의 종족으로 분류되고 있다. LIGHT 속성의 악마는 기본적으로 적으로는 출현하지 않고, 합체를 통해 동료로 할 수 있는 종족. NEUTRAL 속성의 악마는 통상 적으로 출현하지만, 회화를 통해 동료로 할 수 있다(다만 "의인"은 예외적으로 회화를 통해서 동료가 되지 않는다). DARK 속성의 악마는 적으로 출현하지만, 회화를 통해 동료로 하는 것이 어려운 종족. 매니악스에서는 "마인(魔人)"이 추가되었다.
- 속성: LIGHT
  - 악마, 여신, 파괴신, 지모신, 오니, 성수, 정령, 영혼
  - 대천사, 군신, 환마, 용신, 신수, 영조, 위령
- 속성: NEUTRAL
  - 요마, 요정, 천사, 타천사, 용왕, 마수, 지령, 요귀, 귀녀, 야마
  - 의인
- 속성: DARK
  - 사신, 마왕, 요수, 망령, 외도, 흉조

## 패키지의 차이
몇 종류의 다른 패키지가 출시되어 있다. 게임 내용은 매니악스를 제외하고 같다.
진 여신전생 III-NOCTURNE (통상판)
푸른 주인공의 얼굴이 크게 그려진 패키지. DVD의 라벨은 마가타마.
진 여신전생 III-NOCTURNE (츠타야 오리지널판)
흰 배경으로 주인공의 옆모습이 그려진 패키지. DVD의 라벨은 주인공들의 픽처 라벨.
츠타야와의 제휴 기획에 의하여 독자적인 패키지로 발매되었다.
진 여신전생 III-NOCTURNE (디럭스 팩)
크고 붉은색으로 된 패키지. 게임에 등장하는 것과 같은 디자인의 보물상자, 향로, 향, 사운드 트랙 CD가 부속.
진 여신전생 III-NOCTURNE (PlayStation2 the Best)
통상판과 같은 푸른 얼굴의 일러스트에 노란 테두리가 들어가 있다. 가격이 내려가고 있는 염가판.
진 여신전생 III-NOCTURNE 매니악스
은빛의 패키지로, 로고에도 "매니악스"라고 써있다. DVD의 라벨은 손을 교차시킨 주인공.
이 패키지만 게임 내용에 많은 추가와 변경이 더해졌다. 현재는 생산이 중단되어 입수하기 어렵다.

## BGM
BGM는 페르소나 3의 메구로 쇼지, PS판 I, II, if..., 여신이문록 페르소나를 담당한 츠치야 켄이치, 데빌 서머너의 타사키 히사코가 공동으로 작곡을 담당.
긴자, 터미널 등에서는 과거의 진 여신 전생 시리즈의 BGM이 편곡되어 나온다.(일부 BGM는 사운드 트랙에 수록되어 있지 않다).
또한, 아마라 경락의 전투 BGM은 진 여신전생if...의 아키라 편 보스 전에 삽입되었던 곡 “숙적(宿敵)”이 편곡되어 나온다.

## 진 여신전생 III-NOCTURNE 매니악스
진 여신전생 III-NOCTURNE 매니악스(真・女神転生III-NOCTURNE マニアクス)는 진 여신전생 III에 추가 요소를 더해 기간 한정 생산된 소프트로, 발매 직후부터 입수가 어려워 고가의 프리미어가 붙었다. 그 후, 팬들의 요청에 의해 한 번 더 재판을 하였지만, 변함없이 고가에 거래되고 있다.
후에, 진 여신전생 III-NOCTURNE 매니악스 크로니클 에디션이 발매되었다.

### 개요
타이틀의 "매니악스"는 진 여신전생 III를 몇 주씩 플레이 하고 있는 광적인 유저가 많았기 때문에, 그런 헤비 유저들을 위해 붙여졌다고 한다. 추가된 요소가 많아, 전작과 비교해서 클리어까지의 시간이 더 늘어났기 때문에, "진 여신전생 III NOCTURNE- 매저키스트(マゾヒスト)"라는 이름으로 할까 생각했다는 이야기를 농담으로 했다고 한다.
캐치 카피는 “악마는 2번 태어난다”

### 추가 요소
시나리오의 요소에 새로운 보스가 추가되었고, 새로운 지하 감옥 "아마라 심계(アマラ深界)"로 갈 수 있게 되었다. 아마라 심계에서는 본편의 "신세계 창조"와는 다른 "신과 타천사의 싸움"이 그려져 새로운 엔딩과 등장 악마도 추가되어 있다.
CAPCOM의 데빌 메이 크라이 시리즈의 주인공인 단테가, 주인공의 악마를 사냥하는 데빌 헌터(마인, 魔人)로서 게스트로 등장하고 있다. 데빌 메이 크라이 3에는 진 여신전생 시리즈의 캐릭터 디자이너인 가네코 카즈마가 디자인한 캐릭터가 등장한다.)
그 밖에도 쓰러트린 보스와 다시 싸울 수 있는 "묘비의 방(墓標の間)", 주인공 전용 물리 스킬의 개량, 어디에서든 세이브 파일을 로드할 수 있는 커맨드의 추가, 로딩 시간의 단축, 2주차 플레이 시의 특수 이벤트, DIGITAL DEVIL SAGA 아바탈 튜너의 예고편 등이 추가되었으며 게임 밸런스에도 변화가 생겼다.
HARD 모드
새롭게 추가된 난코스. 아이템 가격&시설 이용 요금 3배, 공격받는 대미지 2배, 즉사&상태 이상 확률 증가. 적이 1체여도 적이 움직일 수 있는 상태이면, 전투 회피(도주) 불가.
세이브 데이터의 계승
진 여신전생 III의 세이브 데이터를 그대로 사용할 수는 없지만, NEW GAME시에 진 여신전생 III의 세이브 데이터를 읽어 본편에 저장되어있던 동료 악마 중 5체를 데려홀 수 있으며, 클리어 횟수에 의해 주인공의 파라미터에 추가 보너스를 받는 특전이 있다.

### 추가된 주요 등장 인물
휠체어의 노신사(車椅子の老紳士)
아마라 심계에 살고 있는 금발의 노신사. 주인공에게 "메노라(メノラー)"로 불리는 촛대의 탈환을 의뢰한다.
진 여신전생 III-NOCTURNE 매니악스에만 등장.
상복의 숙녀(喪服の淑女)
휠체어의 노신사를 시중드는 여성. 말을 하지 않는 주인을 대신해 주인공에게 메시지를 전한다.
진・여신 전생 III-NOCTURNE 매니악스에만 등장.

### 크로니클 에디션
"매니악스"에 CAPCOM의 캐릭터인 단테가 등장하고 있기 때문에 판권상의 문제로 더 이상 재발매가 불가능하다고 여겨졌지만, 2008년 10월 23일 발매된 데빌 서머너 쿠즈노하 라이도우 대 아바돈왕의 초회판(쿠즈노하 라이드우 대 아바돈왕Plus)에서 진 여신전생 III -NOCTURNE 매니악스 크로니클 에디션이라는 이름으로 부속, 재발매되었다.
“크로니클 에디션”에서는 단테의 등장 파트가 자사 캐릭터인 라이도우로 모두 교체되어 재구성되었으며, 일부 이벤트나 동영상이 변경되었다.
오프닝은 통상판의 "진 여신전생 III-NOCTURNE"과 같은 동영상으로 돌아왔지만, 본편 자체는 "매니악스"와 거의 같은 사양. 섬세한 시점 변경, 버그의 수정이나 특정 루트에서만 싸울 수 있는 보스의 행동 패턴의 강화, 보스가 말을 거는 장면의 그래픽이 바뀌는 등의 변화가 있다.
통상판 "매니악스"의 세이브 데이터에 저장되어있던 동료 악마 중 5체를 데려올 수 있다. 다만 전서 자체나 클리어 횟수는 인계되지 않는다.

### 관련 게임 용어
아마라 심계(アマラ深界)
"매니악스"에 추가된 지하 감옥. 아마라 경락이라고 불리는 마가츠히가 흐르는 길의 최심층부에 존재하는 세계이며, 5개의 "칼파"라는 공간에서 계층화 되고 있다. 각 칼파 사이에는 "구멍"이라고 불리는 관과 같은 것으로 연결되어 있으며 주인공이 보다 깊은 곳의 칼파로 진행하기 위해서는 메노라를 바치지 않으면 안 된다.
아마라 심계의 악마들은 어떤 목적을 위해서 행동하고 있기 때문에, 교섭을 통해 동료로 만드는 것이 불가능하다.
아마라 우주(アマラ宇宙)
위대한 의지아래 정해진 아마라의 섭리. 카구츠치와는 창세를 이루기 위한 빛이며, 창세와는 지금까지의 세계의 멸망과 변화, 새로운 세계를 탄생시키는 것.
광대한 아마라 우주 안에서 창세가 행해지고 있는 것은 진 여신전생 III-NOCTURNE의 세계인 도쿄 볼텍스 계뿐만 아니라, 아마라 우주의 여러 장소에서 카구츠지가 태어나 자라고, 멸망하는 수 억개의 볼텍스 계가 존재한다.
아마라 심계로 나아 가는 길의 정보는 상복의 숙녀로부터 전해들으며 이것에 의해 진 여신 전생 III-NOCTURNE의 볼텍스 계도 일종의 “모형정원”과 같은 설정으로 여겨지고 있다.
메노라(メノラー)
휠체어의 노신사로부터 탈환을 의뢰받는 촛대. 의뢰받은 시점에서는 그 역할에 대한 상세한 정보나 탈환의 이유 등 자세한 것은 듣지 못한다.
게임에서는 아마라 심계 내에서 아래층으로 이동하기 위한 문을 열 때 이 메노라가 필요하다.
마인(魔人)
사람과 악마의 2개의 측면을 가지고 있는 사람 또는 악마들 중에서도 "죽음을 야기하는 일"에 특화하여, 그것을 존재 의의로 하는 자들의 총칭.
휠체어의 노신사로부터 메노라를 빼앗아 모습을 감춘 그 목적과 이유는...

## 평가
| 평가 |        |
| --- | ------ |
| 통합 점수 통합사 점수 메타크리틱 82/100 [ 3 ] 평론 점수 평론사 점수 1UP.com A- [ 4 ] 유로게이머 8/10 [ 5 ] 패미츠 36/40 [ 6 ] [ 7 ] G4 5/5 [ 8 ] 게임스팟 8.5/10 [ 9 ] 게임스파이 [ 10 ] IGN 8.6/10 [ 11 ] RPGamer 5/5 [ 12 ] RPGFan 92% [ 13 ] |        |
| 통합 점수 |        |
| 통합사 | 점수   |
| 메타크리틱 | 82/100 |
| 평론 점수 |        |
| 평론사 | 점수   |
| 1UP.com | A-     |
| 유로게이머 | 8/10   |
| 패미츠 | 36/40  |
| G4 | 5/5    |
| 게임스팟 | 8.5/10 |
| 게임스파이 | [ 10 ] |
| IGN | 8.6/10 |
| RPGamer | 5/5    |
| RPGFan | 92%    |